# Registre national des lieux historiques dans le comté de Contra Costa

Localisation du comté de Contra Costa en Californie

Ceci est la liste des lieux historiques inscrits sur le registre national dans le comté de Contra Costa en Californie.
C'est censé être une liste exhaustive des propriétés et des districts des lieux historiques du registre national dans le comté de Contra Costa, en Californie. Les coordonnées de latitude et longitude sont fournies pour la plupart des propriétés et les districts du registre national ; ces localisations peuvent être aperçus sur Google Map.

Il y a 48 propriétés et districts répertoriés sur le registre national dans le comté, dont un monument historique national.

## Liste actuelle
| Position | ID        | Type | Nom                                                                | Localisation                                                                  | Ville         | Date d'inscription | Image | Coordonnées                          | Description |
| -------- | --------- | ---- | ------------------------------------------------------------------ | ----------------------------------------------------------------------------- | ------------- | ------------------ | ----- | ------------------------------------ | --- |
| 1        | 92000313  | HD   | Alvarado Park (en)                                                 | Jct. of Marin and Park Aves.                                                  | Richmond      | 9 avril 1992       |       | 37° 57′ 10″ nord, 122° 19′ 10″ ouest | |
| 2        | 03000473  | HD   | Atchison Village Defense Housing Project, Cal. 4171-x (en)         | Roughly bounded by MacDonald Ave., Ohio St., First St., and Garrard Blvd.     | Richmond      | 30 mai 2003        |       | 37° 55′ 58″ nord, 122° 22′ 12″ ouest | Page du village d'Atchison sur le site de Rosie the Riveter Trust avec de l'information à propos de son histoire. La page comprend aussi un lien sur le formulaire de nomination au NRHP.          |
| 3        | 96001175  | NRHP | Bank of Pinole (en)                                                | 2361 San Pablo Ave.                                                           | Pinole        | 24 octobre 1996    |       | 38° 00′ 20″ nord, 122° 17′ 25″ ouest | |
| 4        | 91001425  | HD   | Black Diamond Mines (en)                                           | Somersville Rd. southeast of Antioch                                          | Antioch       | 2 octobre 1991     |       | 37° 57′ 01″ nord, 121° 51′ 25″ ouest | |
| 5        | 15000120  | NRHP | Borland House                                                      | 1005 Escobar St.                                                              | Martinez      | 2 avril 2015       |       | 38° 01′ 09″ nord, 122° 08′ 05″ ouest | La première propriété répertoriée sous la soumission de propriété multiple Historic Resources of Martinez, California est aussi acceptée au registre national des lieux historiques en avril 2015. |
| 6        | 06001118  | NRHP | Maynard and Katharine Buehler House (en)                           | 6 Great Oak Circle                                                            | Orinda        | 12 décembre 2006   |       | 37° 51′ 47″ nord, 122° 10′ 09″ ouest | Maison de Frank Lloyd Wright |
| 7        | 12000808  | NRHP | CA-CCO-15/548                                                      | Marsh Creek State Historic Park                                               | Brentwood     | 25 septembre 2012  |       | 37° 53′ 27″ nord, 121° 43′ 22″ ouest | Lieu d'habitation et de sépulture préhistorique amérindien (CA-CCO-15/548). |
| 8        | 100005934 | NRHP | Chinese Shrimp Camp                                                | Adresse restreinte                                                            | Richmond      | 28 décembre 2020   |       |                                      | |
| 9        | 84000767  | NRHP | Clayton Vineyards-DeMartini Winery                                 | 5919 Clayton Rd.                                                              | Clayton       | 30 août 1984       |       | 37° 56′ 35″ nord, 121° 56′ 11″ ouest | |
| 10       | 89002113  | HD   | Contra Costa County Courthouse Block                               | 625 Court St.                                                                 | Martinez      | 28 décembre 1989   |       | 38° 01′ 07″ nord, 122° 08′ 04″ ouest | Le bâtiment du palais de justice d'origine au 625 Court St. est maintenant dans le bâtiment des finances du comté de Contra Costa.                                                                 |
| 11       | 91001385  | NRHP | Contra Costa County Hall of Records                                | 725 Court St.                                                                 | Martinez      | 13 septembre 1991  |       | 38° 01′ 07″ nord, 122° 07′ 55″ ouest | Actuellement le palais de justice du comté de Contra Costa. |
| 12       | 94000860  | NRHP | Danville Southern Pacific Railroad Depot (en)                      | 355 Railroad Ave.                                                             | Danville      | 16 août 1994       |       | 37° 49′ 15″ nord, 122° 00′ 02″ ouest | |
| 13       | 13000472  | NRHP | Robert Stanley Dollar Sr. House                                    | 1015 Stanley Dollar Dr.                                                       | Walnut Creek  | 9 juillet 2013     |       | 37° 51′ 44″ nord, 122° 04′ 03″ ouest | |
| 14       | 71000138  | HD   | Phare d'East Brother Island                                        | Sur l'île d'East Brother, à l'ouest de Point San Pablo                        | Richmond      | 12 février 1971    |       | 37° 57′ 48″ nord, 122° 25′ 57″ ouest | |
| 15       | 73000399  | NRHP | Bernardo Fernandez House (en)                                      | 100 Tennent Ave.                                                              | Pinole        | 11 avril 1973      |       | 38° 00′ 40″ nord, 122° 17′ 45″ ouest | |
| 16       | 88000919  | HD   | Ford Motor Company Assembly Plant (en)                             | 1414-1422 Harbour Way, S.                                                     | Richmond      | 23 juin 1988       |       | 37° 54′ 40″ nord, 122° 21′ 22″ ouest | |
| 17       | 02000677  | HD   | Forest Home Farms (en)                                             | 19953 San Ramon Valley Blvd.                                                  | San Ramon     | 28 juin 2002       |       | 37° 44′ 06″ nord, 121° 57′ 00″ ouest | |
| 18       | 88000553  | NRHP | Don Francisco Galindo House (en)                                   | 1721 Amador Ave.                                                              | Concord       | 20 mai 1988        |       | 37° 58′ 24″ nord, 122° 02′ 05″ ouest | |
| 19       | 93001020  | NRHP | Roswell Butler Hard House (en)                                     | 815 W. First St.                                                              | Antioch       | 30 septembre 1993  |       | 38° 01′ 03″ nord, 121° 49′ 00″ ouest | Article de l'Antioch Press à propos de la maison Hard. |
| 20       | 83001176  | NRHP | William T. Hendrick House (en)                                     | 218 Center Ave.                                                               | Pacheco       | 8 septembre 1983   |       | 37° 59′ 01″ nord, 122° 04′ 12″ ouest | |
| 21       | 80000799  | HD   | Hercules Village                                                   | Kings, Railroad, Santa Fe and Hercules Aves., Talley Way, Bay and Pinole Sts. | Hercules      | 22 août 1980       |       | 38° 01′ 01″ nord, 122° 17′ 21″ ouest | |
| 22       | 76000480  | NRHP | Tilden Park Merry-Go-Round                                         | East of Berkeley in Tilden Regional Park                                      | Berkeley      | 29 septembre 1976  |       | 37° 54′ 05″ nord, 122° 15′ 21″ ouest | |
| 23       | 66000083  | NHS  | John Muir National Historic Site                                   | 4202 Alhambra Ave.                                                            | Martinez      | 15 octobre 1966    |       | 37° 59′ 29″ nord, 122° 07′ 49″ ouest | |
| 24       | 71000136  | NRHP | John Marsh House                                                   | Marsh Creek State Historic Park                                               | Brentwood     | 7 octobre 1971     |       | 37° 53′ 31″ nord, 121° 43′ 23″ ouest | Maison John Marsh |
| 25       | 07001467  | NRHP | Martinez City Library (en)                                         | 740 Court St.                                                                 | Martinez      | 31 janvier 2008    |       | 38° 01′ 04″ nord, 122° 08′ 03″ ouest | |
| 26       | 12000265  | NRHP | Martinez Downtown Post Office                                      | 815 Court St.                                                                 | Martinez      | 8 mai 2012         |       | 38° 01′ 04″ nord, 122° 08′ 00″ ouest | Fait partie du bureau de poste des États-Unis en Californie 1900-1941 (ressource thématique) |
| 27       | 100002957 | NRHP | Martinez Grammar School Annex                                      | 525 Henrietta St.                                                             | Martinez      | 14 septembre 2018  |       | 38° 00′ 50″ nord, 122° 08′ 06″ ouest | maintenant Martinez City Hall |
| 28       | 14000013  | NRHP | Memorial Hall Crockett                                             | Pomona St. at Alexander Ave.                                                  | Crockett      | 25 février 2014    |       | 38° 03′ 10″ nord, 122° 12′ 35″ ouest | |
| 29       | 05000251  | NRHP | Charles W. Merrill House (en)                                      | 407 Camino Sobrante                                                           | Orinda        | 7 avril 2005       |       | 37° 53′ 51″ nord, 122° 11′ 17″ ouest | |
| 30       | 72000223  | NRHP | Moraga Adobe (en)                                                  | 24 Adobe Lane                                                                 | Orinda        | 16 mars 1972       |       | 37° 50′ 36″ nord, 122° 09′ 09″ ouest | |
| 31       | 92000466  | NRHP | New Hotel Carquinez (en)                                           | 410 Harbour Way                                                               | Richmond      | 7 mai 1992         |       | 37° 56′ 14″ nord, 122° 21′ 34″ ouest | |
| 32       | 100001662 | NRHP | Nystrom Elementary School-The Maritime Building (en)               | 230 Harbor Way S.                                                             | Richmond      | 2 octobre 2017     |       | 37° 55′ 41″ nord, 122° 21′ 36″ ouest | |
| 33       | 81000147  | HD   | Old Borges Ranch (en)                                              | 1035 Castlerock Rd.                                                           | Walnut Creek  | 7 juillet 1981     |       | 37° 53′ 24″ nord, 122° 00′ 09″ ouest | |
| 34       | 80000798  | NRHP | Don Fernando Pacheco Adobe (en)                                    | 3119 Grant St.                                                                | Concord       | 6 juin 1980        |       | 37° 59′ 46″ nord, 122° 02′ 33″ ouest | |
| 35       | 79000472  | HD   | Point Richmond Historic District (en)                              | Off CA 17                                                                     | Richmond      | 5 novembre 1979    |       | 37° 55′ 34″ nord, 122° 23′ 07″ ouest | |
| 36       | 11000237  | NMEM | Port Chicago Naval Magazine National Memorial                      | 4202 Alhambra Ave.                                                            | Martinez      | 28 octobre 2009    |       | 38° 03′ 27″ nord, 122° 01′ 47″ ouest | |
| 37       | 88000563  | NRHP | Port Costa School                                                  | Plaza El Hambre                                                               | Port Costa    | 25 mai 1988        |       | 38° 02′ 41″ nord, 122° 11′ 19″ ouest | |
| 38       | 00000364  | HD   | Richmond Shipyard Number Three (en)                                | Point Potrero                                                                 | Richmond      | 28 avril 2000      |       | 37° 54′ 34″ nord, 122° 21′ 59″ ouest | |
| 39       | 98001243  | NRHP | Riverview Union High School Building (en)                          | 1500 W. 4th St.                                                               | Antioch       | 14 octobre 1998    |       | 38° 00′ 59″ nord, 121° 49′ 36″ ouest | |
| 40       | 91000305  | NRHP | Patrick Rodgers Farm (en)                                          | 315 Cortsen Rd.                                                               | Pleasant Hill | 22 mars 1991       |       | 37° 56′ 35″ nord, 122° 05′ 13″ ouest | |
| 41       | 01000287  | NHP  | Rosie the Riveter/World War II Home Front National Historical Park | Shipyards of Richmond                                                         | Richmond      | 31 janvier 2001    |       | 37° 54′ 53″ nord, 122° 20′ 48″ ouest | |
| 42       | 85001915  | NRHP | Shadelands Ranch House (en)                                        | 2660 Ygnacio Valley Rd.                                                       | Walnut Creek  | 29 août 1985       |       | 37° 55′ 33″ nord, 122° 01′ 13″ ouest | |
| 43       | 87000003  | HD   | Shannon-Williamson Ranch (en)                                      | RR 1/Lone Tree Way                                                            | Antioch       | 29 janvier 1987    |       | 37° 57′ 41″ nord, 121° 45′ 45″ ouest | Les coordonnées Geocode sont sur l'actuel lieu de la maison du ranch. |
| 44       | 00001674  | NRHP | SS Red Oak Victory (Victory ship)                                  | 1500 Dornan Dr, Terminal One, Port of Richmond                                | Richmond      | 30 janvier 2001    |       | 37° 54′ 17″ nord, 122° 21′ 52″ ouest | |
| 45       | 71000137  | NHL  | Tao House (en)                                                     | 1,5 milles (2,4 km) west of Danville                                          | Danville      | 6 mai 1971         |       | 37° 49′ 28″ nord, 122° 01′ 47″ ouest | Résidence d'Eugene O'Neill |
| 46       | 14000135  | NRHP | Tassajara One Room School                                          | 1650 Finley Rd.                                                               | Danville      | 11 avril 2014      |       | 37° 48′ 12″ nord, 121° 51′ 36″ ouest | |
| 47       | 99001563  | NRHP | Tucker House (en)                                                  | 110 Escobar St.                                                               | Martinez      | 17 décembre 1999   |       | 38° 00′ 55″ nord, 122° 08′ 28″ ouest | |
| 48       | 78000658  | HD   | Winehaven (en)                                                     | Point Molate                                                                  | Richmond      | 2 octobre 1978     |       | 37° 57′ 05″ nord, 122° 25′ 03″ ouest | |

Légende :
- HD : Historic District
- NHL : National Historic Landmark
- NHP : National Historical Park / National Historic Place
- NHS : National Historic Site
- NMEM : Naval Magazine National Memorial
- NRHP : Registre national des lieux historiques